# Ben Lomond National Park
Ben Lomond National Park – park narodowy położony w północno-wschodniej części Tasmanii, około 50 km na wschód od Launceston. Założony dnia 23 lipca 1947 roku. 
Nazwa parku pochodzić od góry Ben Lomond (1570 m n.p.m.). Park założony w celu ochrony roślinności alpejskiej oraz rzeźby polodowcowej o znaczeniu krajowym. 
Charakterystyczną cechą parku są liczne łupki, aleuryty, szarogłazy i kwarcyty. W okresie jurajskim powstały liczne diabazyty, które dominują na płaskowyżu. W czasie plejstocenu na szczycie Ben Lomond istniał mały lodowiec. Najbardziej istotnym reliktem pozostawionym przez lodowiec są kamienne pola, które pokrywają ponad jedną czwartą powierzchni płaskowyżu Ben Lomond. 
Na obszarze parku występuje łącznie 222 gatunków roślin. Pięć najczęściej występujących rodzin to: astrowate, wiechlinowate, wrzosowate, ciborowate i srebrnikowce; stanowią one około połowę udokumentowanych gatunków. Również występują tu rzadkie i zagrożone endemiczne gatunki roślin takie jak: oreomyrrhis sessiliflora i colobanthus curtisiae. 
Wśród ssaków występujących na terenie parku można wymienić: walabie Bennetta, wombaty, niełaza plamistego, kolczatki i dziobaki. Gatunki endemiczne występujące na terenie parku to m.in.: rozella tasmańska, buszówka brązowa, koralicowiec żółty i miodopoik czarnogłowy. W 1988 roku badania przeprowadzone przez wydział rybołówstwa (ang. Inland Fisheries Commission) nie stwierdził występowania ryb w jeziorach Youl i Baker. W strumieniach poniżej płaskowyżu występują pstrągi.